# Treinongeval bij Groenendaal
Op zondag 3 februari 1889 vond een treinongeval bij Groenendaal (Hoeilaart) plaats. Een passagierstrein ontspoorde en hierbij vielen 19 doden.

## Verloop
De passagierstrein met 16 wagons reed tussen Brussel en Namen, met vertrek in het station Brussel-Luxemburg om 21u23. Tussen de stations van Groenendaal en Terhulpen ontspoorde de locomotief, op ongeveer 60 meter van een brug over de spoorweg. De locomotief kwam tot stilstand tegen een brugpijler en de brug stortte vervolgens in. De tender en de eerste vijf wagons ontspoorden eveneens. De wagons werden in elkaar gedrukt. De machinist en de bijrijder overleden beiden. In de vijf wagons, alle van derde klasse, vielen 17 doden onder de passagiers. Er waren een veertigtal gewonden. 
Het ongeval gebeurde in het Zoniënwoud. De ongedeerde passagiers hielpen de gewonden uit de verhakkelde wagons terwijl er in Groenendaal hulp gezocht werd. Vanuit het station Brussel-Luxemburg vertrok een hulptrein met negen artsen en medisch materiaal aan boord.

## Oorzaak
De oorzaak van de ontsporing bleef onduidelijk. De rails waren in goede staat.